# Svenska Handelsbanken
Svenska Handelsbanken o più semplicemente Handelsbanken è una delle più importanti banche dei paesi nordici. La banca, fondata nel 1871, ha circa 10850 impiegati, 452 agenzie in Svezia, 54 in Danimarca, 34 in Norvegia e 60 nel Regno Unito.
La banca è quotata presso la Borsa di Stoccolma, nell'indice OMX Stockholm 30.

## Storia
La Stockholms Handelsbank (Banca Commerciale di Stoccolma) nacque all'inizio del 1871 dalla partecipazione di diverse grandi multinazionali e facoltosi residenti di Stoccolma. Molti dei proprietari iniziali erano già azionisti della Stockholms Enskilda Bank, il precursore della Skandinaviska Enskilda Banken, la prima banca privata di Stoccolma aperta nel 1856, abbandonata nell'aprile 1871 in seguito ad conflitto. Handelsbanken divenne operativa il 1º luglio 1871 all'interno di uno spazio affittato nel distretto commerciale e finanziario della Città Vecchia. Il primo anno di attività della banca fu un discreto successo, ed in breve tempo divenne una delle principali istituzioni finanziarie della città, funzionante come banca commerciale per le imprese, e anche come un'emittente di obbligazioni. Nel 1873, le azioni di Handelsbanken entrarono nel listino della Borsa di Stoccolma.
Nel 1887, la banca entrò in crisi a causa di perdite considerevoli, a cui riuscì comunque a sopravvivere. Nel 1893, la società bancaria di Louis Frænckel venne fusa con Stoccolma Handelsbank, nominando Frænckel come Chief Exetuive Officer. Durante il suo mandato, che durò fino alla sua morte nel 1911, il perimetro di attività dell'istituto fu potenziato mediante la creazione dipartimento notarile nel 1896 e da un dipartimento di negoziazione di titoli nel 1899. 

Inoltre, Frænckel sviluppò i contatti con le principali banche e istituzioni finanziarie straniere, fatto che portò all'accumulazione di un vasto portafoglio di attività commerciali denominate in valute estera. La fusione della Julius Geber & co Banking Company in Handelsbanken nel 1906 ha contribuito alla sua importanza nel mercato svedese dei cambi.
Fra il 1914 e il 1917 la Handelsbank di Stoccolma acquisì diverse banche regionali svedesi, e fu in breve tempo trasformata da una banca puramente basata su Stoccolma in una banca con un gran numero di filiali -da 38 nel 1914, a 143 filiali nel 1917- distribuite in tutta la Svezia, in particolare nella zona centrale e settentrionale della Svezia; fino a giungere all'apertura di due nuove filiali a Göteborg e Malmö, e sempre per ottenere la migliore copertura nazionale, all'acquisizione di una banca nel sud della Svezia, elevando il numero di filiali ad oltre 250. 

Al termine di questo periodo di forte espansione, il 15 novembre 1919 il nome mutò in Svenska Handelsbanken ("Banca Commerciale Svedese").
Le banche svedesi hanno anche scoperto che vi era un surplus di depositi attraenti nel sud della Svezia, e nel 1919 Handelsbanken acquisì la Bankaktiebolaget Södra Sverige, con la sua rete di 67 filiali.

Dopo questa fusione, la Banca cambiò il suo nome in Svenska Handelsbanken, facendo proprio l'ottagono che er ail simbolo della Bankaktiebolaget Södra Sverige, rimasto il suo logo per molti anni.
Le operazioni di acquisizione ebbero luogo sia per acquisire il controllo di banche con una larga raccolta di risparmio locale e scarsi impieghi, sia in modo molto minore come salvataggio sistemico, a seguito delle periodiche crisi bancarie che precedettero i conflitti mondiali.

### 1920-1945
Dopo la prima guerra mondiale, la Svezia sperimentò un periodo di grave recessione mondiale e di deflazione, che provocò notevoli problemi al settore finanziario. [4] Nel 1922, Handelsbanken non riuscì a concludere l'esercizio con un profitto per la prima volta nella sua esistenza, e l'anno seguente consolidò le sue attività, fece alcune svalutazioni, tagliando i dividendi per creare riserve d bilancio a copertura delle perdite. La seconda metà degli anni '20 fu un periodo economico notevolmente migliore per la banca. Nel 1926, Mälarebanken venne incorporata da Handelsbanken, portando il numero di filiali a 270, di cui 28 a Stoccolma, mentre tutte le altre banche tagliavano costi e filiali. Il risultato fu che Svenska Handelsbanken possedeva una filiale su quattro quando iniziò la Seconda Guerra Mondiale, con oltre 2.000 impiegati. 

Una pluridecennale campagna rivolta a casse di risparmio e istituti attivi a livello regionale e locale, culminò con l'acquisizione di Skånska Banken e le sue 76 succursali sono state acquisite nel 1990.
La depressione in tutto il mondo a seguito del Crollo di Wall Street del 1929 portò ad un moderato volume di profitti, e a problemi per i mutuatari che indussero la banca presa a entrare nell'azionariato di varie società industriali per garantire i propri impieghi a rischio. La Handelsbanken aveva mantenuto un atteggiamento prudenziale nei confronti di Ivar Kreuger e del suo impero finanziario, quindi non fu molto influenzato da ciò che accadde dopo la morte di Kreuger nel 1932. Tuttavia, Handelsbanken fu chiamata ad espandere la sua proprietà per il salvataggio di Svenska Cellulosa Aktiebolaget (SCA), a causa del crash.
Nell'inverno del 1943/1944, Handelsbanken costituì una holding cui facevano capo le varie società rilevate dalla banca durante le continue crisi finanziarie degli anni '20 e '30, quale parte di un piano interno per far uscire la banca dal capitale di queste società, che comprendevano L. M. Ericsson. La società prese il nome di Industrivärden (o "valori del settore"), ed in occasione del suo collocamento alla Borsa di Stoccolma nel 1945, agli azionisti della banca fu concessa l'opzione di acquisto delle azioni di tale holding.

### 1945-1970
Handelsbanken continuò ad espandersi acquisendo proprietà e controllo di altre banche negli anni quaranta e cinquanta: Vänersborgsbanken, Norrköpings Folkbank, Luleå Folkbank e Gotlandsbanken.
La società di mutui SIGAB fu acquisita nel 1955, e ribattezzata Handelsbanken Hypotek.
Nel periodo 1955-1965, aprirono 157 nuove succursali, molte delle quali nei sobborghi di Stoccolma, per aumentare il numero di clienti e per ampliare la raccolta dei depositi.
Verso la fine degli anni sessanta, la società svedese ha visto aumentare i sentimenti socialisti, proprio come avvenne in molti altri Paesi europei e in modo particolare tra i giovani studenti e non: movimento di opinione di protesta che diede un tratto molto negativo alle banche, e agli industriali in generale. Durante questo periodo, Handelsbanken è stato anche oggetto di critiche specifiche da parte dei media e delle autorità, comprese le operazioni nel mercato dei cambi nel 1969 che violarono le norme di mercato. La conseguente crisi portò alle dimissioni del Consiglio di Gestione della banca, fino alle dimissioni del CEO Rune Höglund nel 1970.

### 1970-1990
Dopo le dimissioni della precedente gestione, Jan Wallander entrò come nuovo CEO della banca.
Wallander aveva un background di ricercatore economico, poi CEO di Sundsvallsbanken, una banca regionale nel nord della Svezia. Sotto la Guida di Wallander, furono introdotti molti cambiamenti divenute caratteristiche permanenti di Handelsbanken da quel momento in poi. Nel 1970 – 1972, Handelsbanken suddivise le filiali in otto banche regionali con propri Consigli di Amministrazione ed un alto grado di indipendenza tra loro, l'eliminazione di varie funzioni centrali e la pubblicazione di bilanci regionali propri e non aggregati nel bilancio centrale. 

Gran parte del processo decisionale fu così decentrato a livello locale e regionale, con la contestuale revisione del sistema di gestione e di controllo finanziario, concentrato maggiormente sul reporting e meno sul bilancio centrale. La nuova organizzazione si è concentrata sul raggiungimento della redditività piuttosto che sulla crescita del volume, che era stato invece l'obbiettivo di gestione negli anni '50 e '60.
La nuova organizzazione del Handelsbaken si concentrò sul profitto, e non sul volume. L'obiettivo era, ed è tuttora, quello di ottenere un capitale di ritorno che superasse la media delle banche pubbliche. Pur partendo da un livello di redditività inferiore rispetto ai suoi concorrenti alla fine del 1960, nel 1971 Handelsbanke riuscì a recuperare il gap con le altre banche svedesi. Dal 1972, Hadelsbanken ha raggiunto l'obiettivo di essere extra-profittevole sulla media delle altre banche a capitalizzazione pubblica. Questo benchmark comprendeva ora le banche nordiche.
L'obiettivo di una maggiore redditività rispetto alle banche attive nello stesso mercato richiedeva una maggiore produttività dei dipendenti. Di conseguenza, l'amministrazione della banca pensò che i dipendenti avrebbero dovuto partecipare alla quota di utili della banca in extraprofitto. In questo periodo, in Svezia prese vita un vivace dibattito intorno al modo in cui i dipendenti avrebbero potuto dare un maggiore contributo nelle imprese.
Nel 1973 fu introdotta una innovativa forma di sistema di ripartizione dei profitti. Handelsbanken creò allo scopo la fondazione Oktogonen, dal nome del simbolo, e con un capitale sociale iniziale di 10 milioni di corone svedesi.
Quando Handelsbanken incontrava i suoi obiettivi di return on equity rispetto alla media di settore nazionale (delle altre banche svedesi quotate), la quota di profitto eccedente era versata e "congelata" nella Fondazione Oktogonen, la quale manteneva nel corso degli anni il suo fondo interamente investito in azioni Handelsbanken, dando in questo modo ai dipendenti rappresentatività nel Consiglio di Amministrazione. La vendita e riscatto delle quote azionarie poteva avere luogo solamente dopo il pensionamento dei dipendenti, in modo che tutti avessero l'interesse economico e personale a garantire la redditività a lungo termine della banca. Oktogonen divenne un azionista di controllo, giungendo a possiede circa il 10% delle azioni di Handelsbanken. 

Tenuto conto che col 30% delle azioni spesso si acquisisce la maggioranza relativa e il controllo di una società, con questo schema era garantita anche la esclusione di soggetti esteri dalla proprietà e dalla gestione della prima banca svedese.
Nel 1970, Handelsbanken installò i suoi primi sei POS di prelievo automatici (ATM), per una prima fase di test.
Nel 1985, molti aspetti del settore finanziario svedese furono deregolamentati, così come negli Stati Uniti, portando ad una considerevole espansione creditizia negli anni successivi, e ad una internazionalizzazione del settore bancario svedese. Il volume dei prestiti di Handelsbanken raddoppiò in tre anni alla fine degli anni ottanta.

### 1990-oggi
Nel 1990, la Svezia entrò in una grave crisi finanziaria, aggravata dalla espansione del credito della fine degli anni 1980 e dalla bolla immobiliare. Molte delle banche svedesi furono duramente colpite da questa crisi, e resero inevitabile l'intervento del governo per il salvataggio o la nazionalizzazione delle perdite, costato 66 miliardi di corone. Handelsbanken risentì della crisi in misura minore delle principali banche svedesi, e, senza ricorrere alla garanzia pubblica, anche negli anni '90 riuscì ad aumentare la propria quota di mercato dall'11% al 17% alla fine del decennio. 

Nel '97, Handelsbanken comprò dal governo Stadshypotek, una delle maggiori società di mutui ipotecari.
Considerando il successo del suo modello bancario in Svezia, Handelsbanken decise di fare lo stesso in Norvegia. All'inizio del 1990 la banca scalò la Oslo Handelsbanken. Mediante una crescita per linee interne e l'acquisizione di Stavanger Bank nel 1991, Handelsbanken fu in grado di sfruttare l'opportunità storica di espansione creata dalla crisi bancaria in Norvegia nei primi anni 1990. Durante quel decennio, la banca aprì una rete nazionale di filiali in tutta la Norvegia, completata dall'acquisizione del Bergensbanken nel '99.
In Finlandia, Handelsbanken acquisì le parti redditizie della Skopbank nel 1995. Allo stesso tempo, aprì succursali in diverse grandi città finlandesi, diventando così la quarta banca più grande in Finlandia.
Nel 1996 Handelsbanken aprì la sua prima filiale in Danimarca. L'apertura della filiale a Copenaghen fu presto seguita da nuove aperture in altre parti del Paese. Nel 2001, Hadelsbanken acquisì la Midtbank, che aveva una radicata presenza territoriale nella regione della Danimarca, divenendo così la quinta banca più grande in Danimarca con 32 filiali.
Alla fine del 1991, la banca ha introdotto servizi bancari telefonici, e il 10 dicembre 1997 l'online banking.
Già nel 1980 Handelsbanken aveva aperto diverse filiali estere, per lo più a supporto delle attività di Corporate Banking. Dal 1990, diverse banche norvegesi, finlandesi e danesi furono acquisite per costruire le attività di Handelsbanken e la sua reti di filiali negli altri paesi nordici. Nel '98, l'operatività di Handelsbanken in Danimarca, Finlandia e Norvegia fu organizzata in banche regionali, operando come le banche regionali utilizzate da Handelsbanken in Svezia sin dagli anni settanta.

## L'aumento di peso dell'attività assicurativa
Il decennio del 1990 è stato anche un periodo di convergenza tra i servizi finanziari e il settore assicurativo. I risparmi pensionistici rappresentano una quota significativa del risparmio a lungo termine dei clienti. Data questa crescita, la banca acquistò la compagnia di assicurazioni RKA nel 1992. Il nome della società è stato cambiato da quello di Handelsbanken Liv. A seguito di un cambiamento della legge, Handelsbanken Liv fu desmutualizada il 1º gennaio 2002. Ciò era il primo desmutalización del relativo genere in Svezia. Prima della dismutualità, i clienti colpiti dal cambiamento hanno avuto la possibilità di votarli; Il numero di voti a favore della dereciprocità è stato del 98%.
Nel marzo 2001, Handelsbanken acquisì la SPP, società attiva nel settore delle assicurazioni sul ramo vita, divenendo il secondo operatore di mercato svedese. Nel 2007 Handelsbanken annunciò un accordo per cedere SPP alla compagnia assicurativa norvegese Storebrand.
Nel 1999, Handelsbanken decise di espandersi nel Regno Unito con la crescita organica. A quel tempo la banca aveva tre filiali nel Regno Unito, e ne aprì una quarta in 2000. Nel 2007, le filiali erano 50, e 100 nel 2011. Nel 2002, le operation del Regno Unito sono state organizzate come banca regionale, allo stesso modo di quelle del Nord Europa.

## LaHandelsbankenoggi
Rispetto alla sua origine di banca commerciale, Handelsbanken aspira ad essere una banca universale che copre tutto lo spettro dei servizi bancari: le transazioni aziendali tradizionali, gli investimenti e le banche commerciali, il consumer banking, incluse le assicurazioni per il ramo vita. Handelsbanken detiene in Svezia un importante posizionamento di mercato, superando le 460 filiali. Negli ultimi 15 anni, Handelsbanken si è ampliata, sempre come banca universale, e recentemente ha aperto filiali nei Paesi Bassi, Lettonia, Estonia e Lituania seguendo lo stesso modello operativo ed organizzativo decentralizzato, che si trova ancora nei suoi principali mercati.
La Banca conta circa 10.000 dipendenti.